# Гренвиль, Эстер, 1-я графиня Темпл
Эстер Гренвиль, 1-я графиня Темпл, 2-я виконтесса Кобэм (урождённая Темпл; англ. Hester Grenville, 1st Countess Temple, 2nd Viscountess Cobham; крещена 7 мая 1684 — 6 октября 1752) — английская дворянка.

## Биография
Крещена 7 мая 1684 года. Вторая дочь сэра Ричарда Темпла, 3-го баронета (1634—1697), из Стоу в Бакингемшире и его жены Мэри Кнапп (? — 1726).
25 ноября 1710 года Эстер вышла замуж за политика Ричарда Гренвиля (1678 — 17 февраля 1727) из Уоттона в Бакингемшире. У супругов было пятеро сыновей и одна дочь:
- Ричард Гренвиль-Темпл, 2-й граф Темпл (26 сентября 1711 — 11 сентября 1779), член Палаты общин.
- Достопочтенный Джордж Гренвиль (14 октября 1712 — 13 ноября 1770), член Палаты общин, премьер-министр Великобритании с 1763 по 1765 год. Он женился на Элизабет Уиндем, от брака с которой у него было восемь детей. Его сын Уильям Гренвиль, 1-й барон Гренвиль, также стал премьер-министром.
- Достопочтенный Джеймс Гренвиль (12 февраля 1715 — 14 сентября 1783), член Палаты общин; служил министром у своего зятя Уильяма Питта Младшего. Женился на Мэри Смит, от брака с которой у него было двое сыновей.
- Достопочтенный Генри Гренвиль (11 сентября 1717 — 22 апреля 1784), член Палаты общин; женился на Маргарет Элеонор Бэнкс, от брака с которой у него была одна дочь.
- Достопочтенный Томас Гренвиль (4 апреля 1719 — 3 мая 1747), член Палаты общин; офицер Королевского флота, погиб в море в возрасте 28 лет, не был женат.
- Достопочтенная Эстер Гренвиль, баронесса Чатем (8 ноября 1720 — 3 апреля 1803), жена Уильяма Питта Старшего и мать Уильяма Питта Младшего, которые оба стали премьер-министрами[2].

Эстер была сестрой Ричарда Темпла, 1-го виконта Кобэма, чей титул она унаследовала в сентябре 1749 года. 18 октября 1749 года, после долгой смерти её мужа, она стала 1-й графиней Темпл . Лорд Кобэм исключил из числа наследников своих племянников Темпла Уэста и Гилберта Уэста (сыновей его старшей сестры Мэри и Ричарда Уэста), а также свою другую сестру Пенелопу.